# St. Monika (Köln)

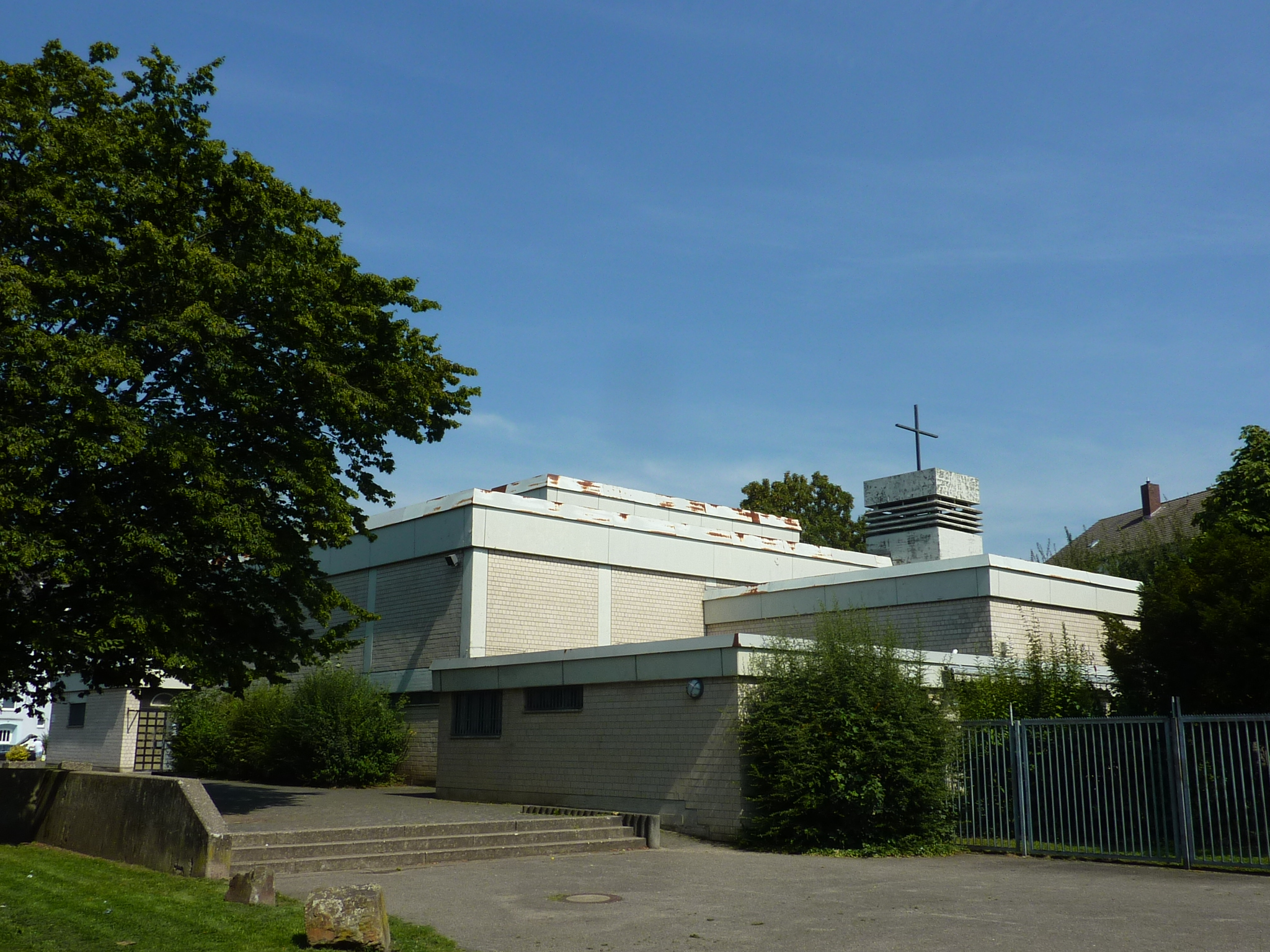
Außenansicht

St. Monika war eine katholische Filialkirche der Gemeinde Heiliger Franz von Assisi im Kölner Stadtteil Bilderstöckchen, die in den Jahren 1969 bis 1970 nach Plänen des Architekten Nikolaus Rosiny erbaut wurde. Die Kirche stand unter dem Patrozinium der Monika von Tagaste. 2016 wurde sie profaniert und ab Herbst 2019 abgerissen.

## Geschichte
Die Gemeinde St. Monika entstand im Jahr 1968 aus einer Abspaltung des Gemeindegebiets von St. Joseph, wobei ihre Betreuung der Ordensgemeinschaft der Weißen Väter übergeben wurde, die in der unmittelbaren Nähe ihre Missionszentrale – das Afrikanum – betreiben. Diesem Umstand lag auch die Wahl der Kirchenpatronin zugrunde, die aus Nordafrika stammte.
Der Architekt Rosiny wurde mit dem Entwurf für die Kirche beauftragt, deren Grundsteinlegung am 24. August 1969 stattfand. Der erste Gottesdienst wurde an Heiligabend 1970 gefeiert, und Kardinal Joseph Höffner weihte St. Monika am 27. August 1972. Dabei wurden Reliquien des ugandischen Märtyrers Matthias Murumba Kalemba sowie des Zenon von Verona und seiner Gefährten in den Altar gelegt.
Zum Jahreswechsel 2007/2008 wurde die Gemeinde aufgelöst und ging in die neue Gemeinde Hl. Franz von Assisi mit der Pfarrkirche St. Franziskus auf.
Seit etwa 2008/2009 stellte die Gemeinde erhöhten Sanierungsbedarf am Gebäude, unter anderem am Dach und bei der Heizung fest. Man entschied sich für den Abriss der Kirche und einen Neubau einer Kindertagesstätte, ergänzt durch eine Senioren-Tagespflege sowie Wohnungsbau.

## Baubeschreibung
Es handelte sich um einen schlichten kubischen Flachdachbau inmitten von Gemeindegebäuden niedrigerer Höhe, der leicht erhöht in einer Grünanlage, aber in städtebaulicher Verbindung mit der umgebenden Wohnbebauung stand. Das Betonskelett war mit hellen Steinen gefacht, auf dem Dach erhob sich zentral ein weiterer quadratischer Quader. Ein quadratischer Turm – nur leicht erhöht – war dem Ensemble beigestellt.
Im Inneren stellte sich der Baukörper deutlich komplexer dar: In einem beinahe quadratischen Raum tragen vier Eckpfeiler ein Oberlicht mit einer Gitterdecke, wodurch ein Binnenbereich definiert wurde, in dem der Altar – ebenfalls zentral – auf einem erhöhten Podest stand. Die Bänke für die Gemeinde waren auf drei Seiten um den Altar ausgerichtet, die vierte Seite war der Priesterbank vorbehalten.

„[Diese Kirchen Rosinys sind] in ihrer eher rational anmutenden, auf jedes oberflächliche Sakralität vortäuschende Beiwerk verzichtenden Formensprache Ausdruck einer zwar selbstbewussten, aber unaufdringlichen Moderne.“

## Ausstattung
Ein zentrales Ausstattungsstück war das moderne Altarkreuz von Siegfried Haas, das aufgrund des Raumaufbaus dreidimensional gestaltet war – es sollte von allen Seiten des Raums als Kreuz wahrgenommen werden. Auch Tabernakel, Ambo, Ewiges Licht, Osterleuchter sowie der Kreuzweg und eine Madonnenstatue wurden 1975–1977 von diesem Künstler gefertigt. Ein großer Wandbehang war von Gemeindemitgliedern geknüpft und 1981 hinter dem Altar angebracht worden.
Es gab keine Glocken in St. Monika.

### Orgel
Eine zweimanualige Orgel mit 17 Registern von Hugo Mayer Orgelbau wurde nach einer längeren Spendenkampagne 1993 eingebaut. Sie wurde nach der Profanierung an die Gemeinde St. Jacobus in Hilden verkauft und in der Kirche St. Konrad aufgestellt.
| I Hauptwerk C–g3 |        |   |
| Prinzipal        | 08′    |   |
| Holzflöte        | 08′    | * |
| Octave           | 04′    | * |
| Sifflet          | 02′    |   |
| Quinte           | 02 ⁄3′ |   |
| Mixtur IV        | 02′    |   |
| Trompete         | 08′    | * |

| II Nebenwerk C–g3 |        |
| Rohrflöte         | 08′    |
| Salicional        | 08′    |
| Vox coelestis     | 08′    |
| Blockflöte        | 02′    |
| Nazard            | 2 ⁄3′  |
| Doublette         | 02′    |
| Terz              | 1 3⁄5′ |
| Basson Hautbois   | 08´    |
| Tremulant         |        |

| Pedal C–f1 |     |   |
| Subbass    | 16′ |   |
| Octavbass  | 08′ |   |
| Holzflöte  | 08′ | * |
| Choralbass | 04′ | * |
| Fagott     | 16′ |   |
| Trompete   | 8′  | * |

* = Register auf Wechselschleife

## Kirchenschließung und Neubau

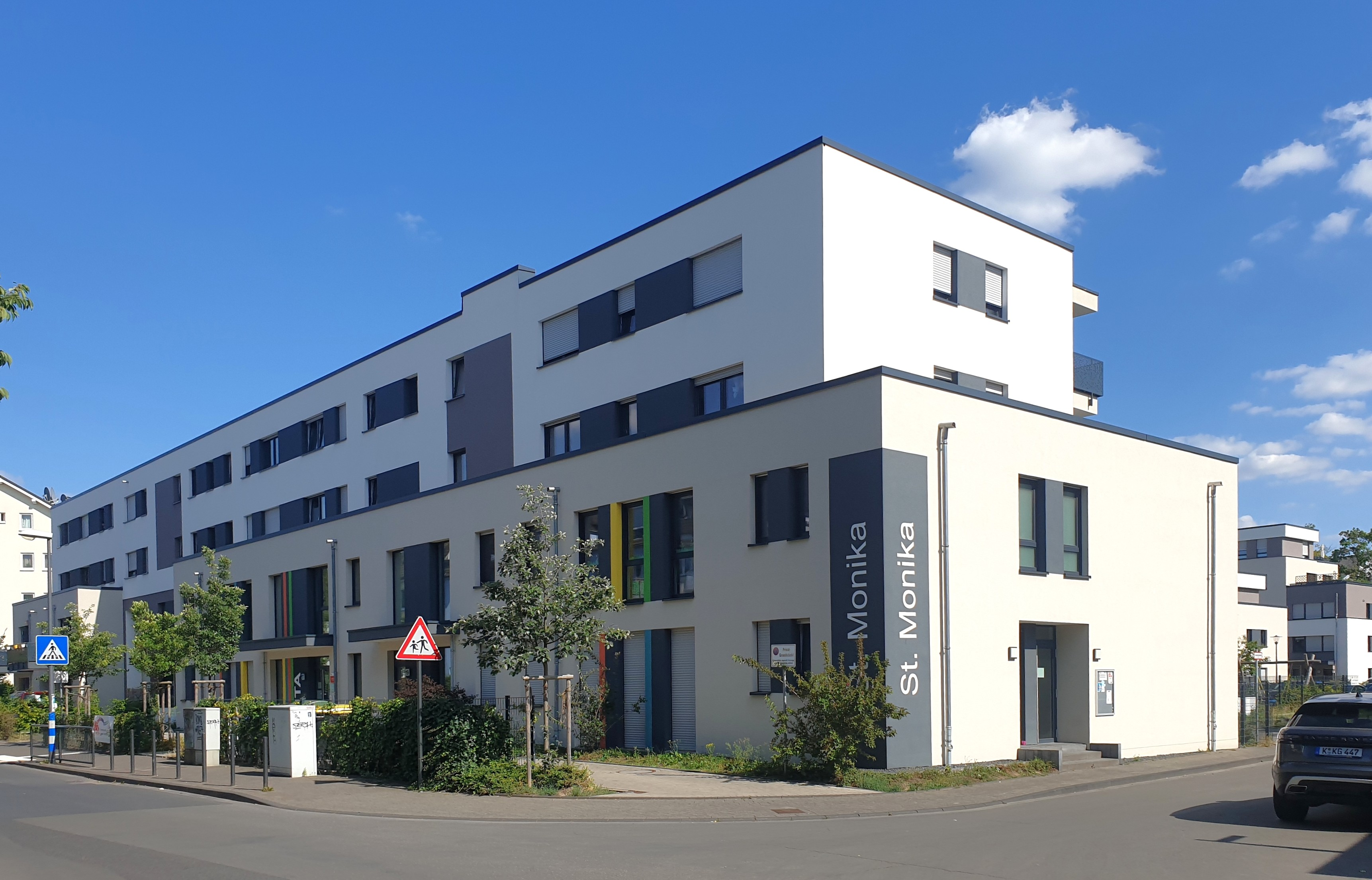
Der Neubau auf dem Kirchengelände mit dem Familienzentrum St. Monika Bilderstöckchen

Mit Datum vom 7. Juni 2016 wurde St. Monika profaniert und seit Herbst 2019 abgerissen. Auf dem Areal wurden 61 Wohnungen und das Familienzentrum St. Monika mit einem Kindergarten und einer Seniorentagespflegeeinrichtung gebaut. So bleibt die Arbeit der Kirchengemeinde auch ohne einen Kirchenbau am alten Ort weiter präsent. Ein Gottesdienstangebot bestand zunächst in der Kapelle des direkt benachbart gelegenen sogenannten Afrikanums, der Zentrale der deutschen Provinz der Weißen Väter. Der Standort wurde jedoch zum 1. Juli 2021 aufgegeben.